# ضدیت با رسمیت‌زدایی کلیسا
پادوانِشاخت‌گروی یا ضدیت با رسمیت‌زدایی کلیسا (به انگلیسی: Antidisestablishmentarianism) مکتبی سیاسی است مربوط به قرن نوزدهم میلادی در بریتانیا، در زمانی که گروهی با تغییر وضعیت کلیساهای انگلستان به کلیساهای دولتی مخالفت داشتند.
واژهٔ Antidisestablishmentarianism با داشتن ۲۸ حرف یکی از بزرگ‌ترین واژه‌های زبان انگلیسی است.